# Svenska Parthenonkommittén
Svenska Parthenon-kommittén är en förening med syftet att stödja återbördandet av Parthenonfrisen och andra skulpturer från Parthenontemplet och Akropolis, "the Elgin marbles", till Aten. Stora delar av denna fris och åtskilliga skulpturer finns för närvarande på British Museum i Storbritannien, dit de fördes under början av 1800-talet av den brittiske diplomaten Lord Elgin.
Återbördandet av Parthenonskulpturerna, som utgör en integrerad del av Parthenontemplet, har varit aktuell sedan början av 1830-talet, då Grekland blev självständigt från Osmanska riket. Aktualiteten har accentuerats sedan det nya Akropolismuseet i Aten har uppförts och öppnats i juni 2009. I detta museum har det lämnats utrymme för de skulpturer, som finns i London, Paris (Louvren) och på andra ställen.
Svenska Parthenon-kommittén är en del i ett internationellt nätverk av organisationer med samma syfte, bland annat i USA, Kanada, Australien, Frankrike, Tyskland, Belgien, Italien och Nya Zeeland.
Det internationella engagemanget grundar sig på det stora symbolvärde, som Parthenontemplet har såsom ett monument över den klassiska grekiska kulturen, vilken utgör en fundamental del av den västerländska kulturen.
Under 2006 kunde föreningen återbörda ett marmorfragment från Erechtheiontemplet, som funnits i svensk ägo sedan slutet av 1800-talet, till den grekiska regeringen för framtida förvaring i det nya Akropolismuseet. Detta gav eko i nyhetsmedia i bland annat Storbritannien och Grekland.
Föreningen grundades under våren 2003 på initiativ av bland annat professor Sture Linnér. Den är partipolitiskt obunden och uppbär stöd från Statens kulturråd. Ordförande är ambassadör Krister Kumlin (2008).